# Acer sycopseoides
Acer sycopseoides là một loài thực vật có hoa trong họ Bồ hòn. Loài này được Chun mô tả khoa học đầu tiên năm 1932.